# 海岸線 (臺鐵)
海岸線是指臺鐵縱貫線的竹南至彰化間兩條平行路線中，偏向海岸的鐵路線，通稱「海線」。相對於平行的臺中線（山線），其興建時間較晚，路廊較為靠近海岸，尤以竹南至苑裡間甚為靠近，部分路段更可以直接從車窗望見台灣海峽之海景。

## 概要

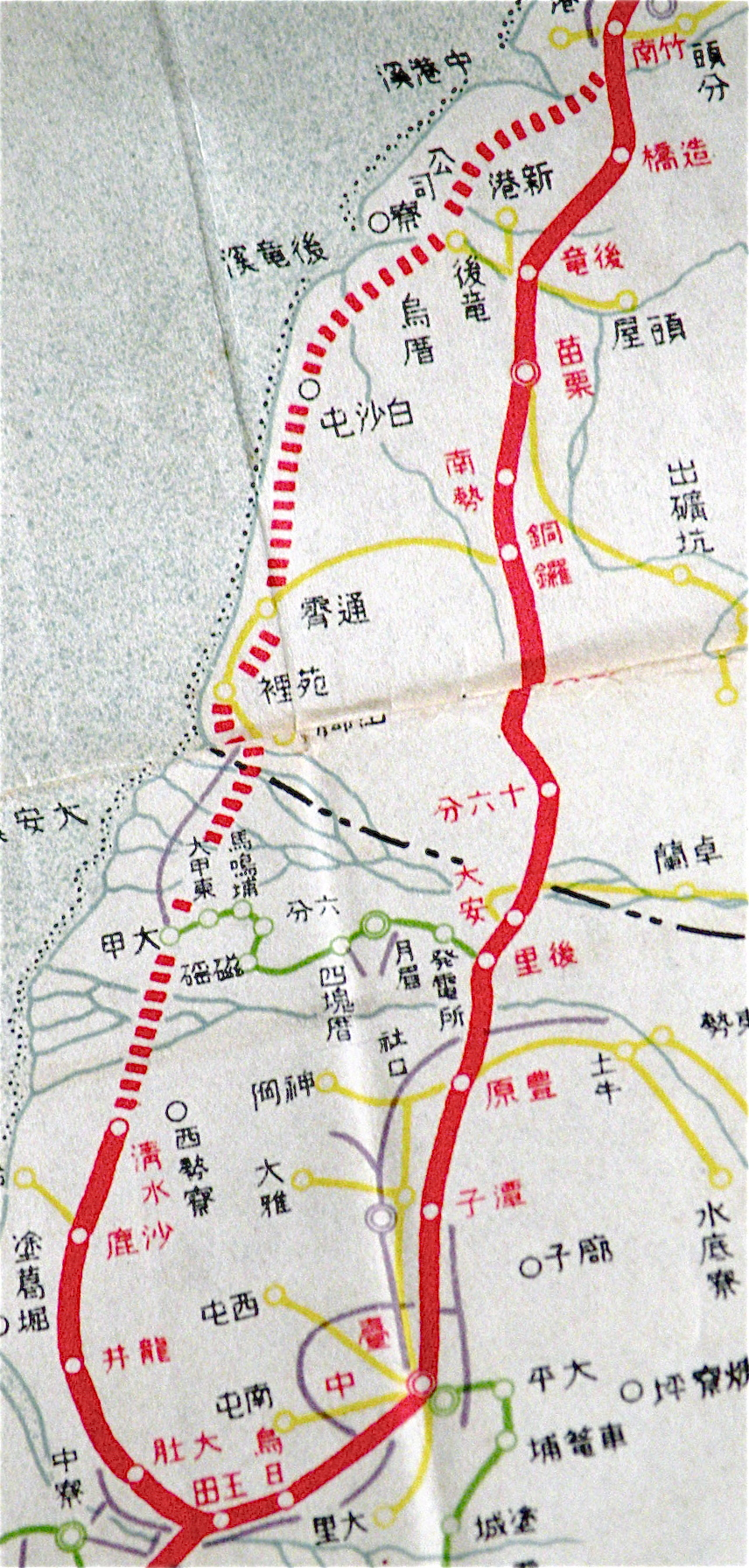
1920年地圖；當時海線已興建至清水

1919年，台灣農工物資的出口隨著世界經濟發展而大為增加，但縱貫線十六份（今勝興）一帶的陡坡，造成路線上的瓶頸列車無法增加班次，造成不少貨物堆積於車站內無力運送而發生「滯貨事件」。總督明石元二郎因而決定興建海岸線鐵路來疏運。
首段路線於1920年12月25日通車，自台中線王田驛（今成功車站）至清水，此後陸續推進、全線於1922年10月10日通車，翌日開始營運，並在通霄車站舉行海線鐵路通車典禮，同日又設追分驛（今追分車站）直通彰化。貨運列車行經竹南（或彰化）時改走海線，使得運輸問題從此大為改善。
在海岸線於1922年完工通車之後，形成台灣中部存在有兩條平行鐵路線的情況，在台鐵的統計年鑑上分類方式，山線是獨立以「臺中線」的名稱存在，兩條路線皆屬幹線等級:33頁。
1998年9月24日，配合臺中線的改線與全線雙軌化工程（新山線）完工且全線通車，臺鐵改以山線作為運費計算里程的基準，但仍以海線里程（又稱為舊里程）作為車站營業里程。
與「山線」相同，臺灣鐵路管理局內部部分官方資料亦無海岸線或海線名稱，而諸如年度統計年報內，海線營業里程資訊亦納入縱貫線。

## 路線資料
- 經營管轄：臺灣鐵路公司
- 路線距離：竹南 - 彰化間90.2公里（但於大肚溪南號誌站至彰化站間與山線路軌合併）
- 軌距：1,067毫米
- 車站數：16（不含起訖車站；2008年2月）
- 開業時間：1922年10月11日全線開通
- 區間（ ＝表示雙線，－表示單線）：竹南＝談文南號誌－大山＝白沙屯－新埔＝通霄－苑裡＝日南－大甲＝清水－追分＝大肚溪南號誌＝（與山線共用路軌）彰化。
- 電化區間：全線（交流25,000V）
- 大甲＝台中港＝清水的雙線區間，列車多數靠右行駛（南下列車行駛西正線，北上列車行駛東正線），與其他雙線區間的行駛方向相反。
- 通霄＝新埔間列車多半行駛東正線。
- 隧道數目：1座
  - 大甲=台中港間：大甲（河底隧道，穿越水美溪），長度80.30公尺[7]。

## 運行形態
- 區間車
  - 營運模式以新竹-彰化、竹南-彰化為主，少部分海線班次北端行駛至大甲、通霄；南端行駛至彰化。
  - 以竹南鎮、後龍鎮、通霄鎮、苑裡鎮、大甲區、清水區、沙鹿區、彰化市等城鎮為中心往復運行。
  - 每日有22班區間車經由成追線直通臺中線（山線）往返（自2015年10月15日起）。
- 西部幹線對號列車
  - 上行列車多以新左營或潮州為始發車站，迄於七堵或基隆。
  - 下行列車多以基隆或七堵為始發車站，迄於新左營或潮州。
  - 部份列車為跨東、西幹線行駛，可抵達台東車站及花蓮車站等。
  - 對號列車為自強號、莒光號。

過往曾有經海線但不停靠海線各站的自強號列車及莒光號列車，目前僅109次、126次（週日行駛）於海線之間只停靠大甲、沙鹿2站，其餘列車均至少停靠後龍、通霄、苑裡、大甲、清水、沙鹿6站。
1999年九二一大地震造成山線不通期間，山線對號列車全數改經由海線行駛。自強號於海線各站均不辦理客運，莒光號及復興號於後龍、大甲、沙鹿3站辦理客運；北上自強號則先行駛至台中站載客後折返走成追線經海線繼續行駛。

### 使用車輛
- 自強號：主要停靠站：竹南、大甲、沙鹿、彰化。次要停靠站：後龍、通霄、苑裡、清水。少數停靠站：大肚。
  - 推拉式PP自強號
  - TEMU2000普悠瑪自強號（不得使用電子票證搭乘）
  - EMU3000（不得使用電子票證搭乘）
- 莒光號：主要停靠站：竹南、後龍、通霄、苑裡、大甲、清水、沙鹿、彰化。少數停靠站：白沙屯。
  - FPK10400型
  - FPK10500型
  - FPK10600型
  - 郵政行李車，於沿途停靠車站辦理行李包裹運送業務。
- 區間快車
  - EMU900型電聯車
- 區間車
  - EMU500型電聯車
  - EMU700型電聯車
  - EMU800型電聯車
- 迴送列車
  - DR1000型柴油客車
  - R20 / R100 / R150型柴電機車
- 貨物列車
  - 散裝貨物列車
  - 穀物運送貨物列車

## 車站一覽
海岸線曾一度（2003年-2008年間）使用通用拼音作為各站譯名，除縣、省轄市以上地名保留威妥瑪或郵政式拼音外，現已逐步更換為漢語拼音。
- 註：車站等級：分為特等、一等、二等、三等、甲簡、乙簡、丙簡、簡易、招呼、號誌。

### 營運中車站
| 車站名稱             | 車站名稱      | 車站代碼 | 營業里程 基隆起 | 等級 | 續接／交會路線                                | 備註                    | 軌道 | 所在地   | 所在地 |
| 中文 （國音電碼）    | 英譯          | 車站代碼 | 營業里程 基隆起 | 等級 | 續接／交會路線                                | 備註                    | 軌道 | 所在地   | 所在地 |
| -------------------- | ------------- | -------- | --------------- | ---- | --------------------------------------------- | ----------------------- | ---- | -------- | ------ |
| 海岸線（海線）       |               |          |                 |      |                                               |                         |      |          |        |
| 竹南（ㄓㄋ）         | Zhunan        | 1250     | 125.4           | 一等 | → 縱貫線（上行端） → 臺中線（山線）（下行端） |                         | ∥    | 苗 栗 縣 | 竹南鎮 |
| 談文（ㄨㄣ）         | Tanwen        | 2110     | 129.9           | 招呼 |                                               | 由竹南車站管理 木造車站 | ∥    | 苗 栗 縣 | 造橋鄉 |
| 談文南號誌（ㄨㄣㄋ） | South Tanwen  | 2115     | 131.7           | 號誌 |                                               | 由竹南車站管理          | ∨    | 苗 栗 縣 | 造橋鄉 |
| 大山（ㄉㄚ）         | Dashan        | 2120     | 136.2           | 甲簡 |                                               | 由後龍車站管理 木造車站 | ∧    | 苗 栗 縣 | 後龍鎮 |
| 後龍（ㄏㄡ）         | Houlong       | 2130     | 140.4           | 三等 |                                               | 高架車站                | ∥    | 苗 栗 縣 | 後龍鎮 |
| 龍港（ㄌㄍ）         | Longgang      | 2140     | 144.0           | 招呼 |                                               | 由後龍車站管理          | ∥    | 苗 栗 縣 | 後龍鎮 |
| 白沙屯 （ㄅㄕㄚ）    | Baishatun     | 2150     | 152.1           | 三等 | → 通霄精鹽廠側線                              |                         | ∨    | 苗 栗 縣 | 通霄鎮 |
| 新埔（ㄒㄅ）         | Xinpu         | 2160     | 155.2           | 乙簡 |                                               | 由通霄車站管理 木造車站 | ∧    | 苗 栗 縣 | 通霄鎮 |
| 通霄（ㄊㄒ）         | Tongxiao      | 2170     | 161.0           | 三等 |                                               |                         | ∨    | 苗 栗 縣 | 通霄鎮 |
| 苑裡（ㄩㄢ）         | Yuanli        | 2180     | 167.1           | 三等 |                                               |                         | ∧    | 苗 栗 縣 | 苑裡鎮 |
| 日南（ㄖㄋ）         | Rinan         | 2190     | 174.8           | 乙簡 |                                               | 由大甲車站管理 木造車站 | ∨    | 臺 中 市 | 大甲區 |
| 大甲（ㄐㄚ）         | Dajia         | 2200     | 179.4           | 二等 |                                               |                         | ∧    | 臺 中 市 | 大甲區 |
| 台中港 （ㄊㄓㄍ）    | Taichung Port | 2210     | 184.7           | 二等 | → 台中港線（上行端）                          |                         | ∥    | 臺 中 市 | 清水區 |
| 清水（ㄑㄥ）         | Qingshui      | 2220     | 190.7           | 三等 |                                               |                         | ∨    | 臺 中 市 | 清水區 |
| 沙鹿（ㄕㄚ）         | Shalu         | 2230     | 193.9           | 二等 | 臺中捷運 藍線                                 |                         | ◇    | 臺 中 市 | 沙鹿區 |
| 龍井（ㄌㄐ）         | Longjing      | 2240     | 198.5           | 三等 | → 龍井儲煤場側線                              |                         | ◇    | 臺 中 市 | 龍井區 |
| 大肚（ㄉㄉ）         | Dadu          | 2250     | 203.5           | 三等 | → 大肚調車場（上行端）                        |                         | ◇    | 臺 中 市 | 大肚區 |
| 追分（ㄓㄟ）         | Zhuifen       | 2260     | 208.5           | 三等 | →成追線（下行端，上行方向）                   | 木造車站                | ∧    | 臺 中 市 | 大肚區 |
| 金馬                 | Jinma         | ---      | ---             | ---  |                                               | 規劃中                  |      | 彰 化 縣 | 彰化市 |
| 彰化（ㄓㄤ）         | Changhua      | 3360     | 215.6           | 一等 | → 縱貫線（下行端） → 臺中線（山線）（上行端） |                         | ∥    | 彰 化 縣 | 彰化市 |

### 其他設施
| 名稱                    | 名稱                    | 所在區間     | 備註                                                              | 所在地 | 所在地 |
| 中文 （國音電碼）       | 英譯                    | 所在區間     | 備註                                                              | 所在地 | 所在地 |
| ----------------------- | ----------------------- | ------------ | ----------------------------------------------------------------- | ------ | ------ |
| 談文南號誌 （ㄨㄣㄋ）   | South Tanwen Signal     | 談文＝大山間 | 雙線會車區間                                                      | 苗栗縣 | 造橋鄉 |
| 大肚溪南號誌 （ㄚㄋㄓ） | Dadu River South Signal | 追分＝彰化間 | 臺中線（山線）（實際分歧點） 由彰化車站的面板控制山、海線軌道切換 | 彰化縣 | 彰化市 |

### 廢止車站及設施
| 車站名稱                | 車站名稱                | 編號 | 營業里程 竹南起 | 等級 | 所在區間           | 備註 | 所在地 | 所在地 |
| 中文 （國音電碼）       | 英譯                    | 編號 | 營業里程 竹南起 | 等級 | 所在區間           | 備註 | 所在地 | 所在地 |
| ----------------------- | ----------------------- | ---- | --------------- | ---- | ------------------ | ---- | ------ | ------ |
| 白沙屯北號誌 （ㄅㄚㄅ） | Baishatun North Signal  | ---  | ---             | 號誌 | 龍港＝白沙屯間     |      | 苗栗縣 | 通霄鎮 |
| 苑裡南號誌              | Yuanli South Signal     | ---  | ---             | 號誌 | 苑裡＝日南北號誌間 |      | 苗栗縣 | 苑裡鎮 |
| 日南北號誌              | Rinan North Signal      | ---  | ---             | 號誌 | 苑裡南號誌＝日南間 |      | 臺中市 | 大甲區 |
| 大肚調車場 （ㄉㄉㄤ）   | Dadu Yard               | ---  | 78.1            | ---  | 龍井＝大肚間       |      | 臺中市 | 大肚區 |
| 大肚溪北號誌 （ㄚㄅㄓ） | Dadu River North Signal | ---  | 84.6            | 號誌 | 追分＝彰化間       |      | 臺中市 | 大肚區 |

### 延伸構想
日治1930年代，臺灣總督府原有意繼續延長海線至臺南，即所謂西南部海岸線計畫，但因二戰爆發、以及後來國民政府對鐵路建設消極，最終未興建。

## 未來計畫
規劃一條連結臺中市大甲區、外埔區、后里區的甲線，及一條連結臺中市清水區、神岡區、潭子區的大台中高架環狀捷運鐵路。除此之外，臺中市政府於西元2013年開始進行「大臺中地區山海線鐵路雙軌高架化建置計畫」可行性評估的工作。
- 海線雙軌化及部分高架化工程（大甲-追分）

規劃自大甲車站北側成功陸橋後、鐵砧山平交道（開元路）前開始高架至過省牧場平交道（二崁路）後降至平面，並於臺中港站前後路段維持原平面軌道配置，以降低工程經費並維持臺中港支線貨運功能，之後再從清水海濱路平交道前再次高架，直至沙鹿安良街平交道（興安路）後再降為平面雙軌化至追分站。

## 外部連結
- 交通部鐵道局 （页面存档备份，存于）
- 臺灣鐵路公司 （页面存档备份，存于）